# Candelaria (departamento)
| Departamento Candelaria  | Departamento Candelaria                                                            |
| ------------------------ | ---------------------------------------------------------------------------------- |
| País:                    | Argentina                                                                          |
| Província:               | Misiones                                                                           |
| Capital:                 | Santa Ana                                                                          |
| Superfície:              | 913 km²                                                                            |
| População:               | 22.290 (IDEC - 2001)                                                               |
| Densidade:               | 25,47 hab/km²                                                                      |
| Altitude:                |                                                                                    |
| Localização:             |                                                                                    |
| Municípios:              | - Bonpland - Candelaria - Cerro Corá - Loreto - Mártires - Profundidad - Santa Ana |
| Web:                     |                                                                                    |
| Localização na província |                                                                                    |
| Departamento.            |                                                                                    |

Cainguás é um departamento da Argentina, localizado na província de Misiones.